# Koos Meinderts
Jacobus Petrus Maria (Koos) Meinderts (Den Haag, 20 januari 1953) is een Nederlands schrijver.

## Leven en werk
Meinderts studeerde pedagogiek, maar maakte de studie niet af en ging schrijven. In 1983 schreef hij zijn eerste kinderboek Mooi meegenomen. In 1983 begon Meinderts ook de samenwerking met zijn oude schoolvriend Harrie Jekkers. Samen schreven ze een aantal liedteksten voor Klein Orkest, cabaretprogramma's en (kinder)boeken. Meinderts heeft een van zijn kinderboeken, De snoepwinkel van Zevensloten, bewerkt tot een kindertheaterstuk. In 2007 was deze voorstelling te zien in het Jeugdtheater Hofplein, waarbij de leerlingen van het jeugdtheater samen met Martin van Waardenberg de cast vormde. De regie werd gevoerd door Jaco van der Moolen. De liedjes van het stuk zijn geschreven door Jekkers. In 2008 ging in het Jeugdtheater Hofplein de voorstelling De winterkoningin in première, dat ook is geschreven door Meinderts met liedjes van Jekkers.
Meinderts schreef meer dan dertig kinderboeken. De illustraties hiervoor zijn gemaakt door zijn vrouw Annette Fienieg.
In 2013 werd er een basisschool in Loosduinen naar hem vernoemd.
In 2024 trad hij op met zijn broer broer Aad (vroegere directeur van het Literatuurmuseum) in de voorstelling Stapelbedbroers.

## Prijzen
- 1986 - Edison voor het album Roltrap naar de maan van Klein Orkest
- 1991 - Annie M.G. Schmidt-prijs voor het beste Nederlandse Kleinkunstlied: Terug bij af
- 2003 - Vlag en Wimpel voor het kinderboek Keizer en de verhalenvader
- 2012 - Willem Wilminkprijs samen met Thijs Borsten voor het lied Maite Maria
- 2016 - Boekenleeuw voor De zee zien
- 2017 - Zilveren Griffel voor Naar het noorden
- 2017 - Gouden Griffel voor Naar het noorden
- 2018 - Sardes-Leespluim voor Dag Poes
- 2019 - White Raven voor De schelmenstreken van Reinaert de Vos, samen de illustratoren. De White Raven is een selectie van bijzondere kinder- en jeugdboeken van over de hele wereld, gemaakt door de Internationale Jugendbibliothek in München.[2]
- 2020 - Zilveren Griffel voor De man met de zeegroene ogen
- 2024 - Zilveren Griffel voor Zebedeus en het ganzenbord van Wisse

### MetHarrie Jekkers
- 1983 - Tejo, de lotgevallen van een geëmancipeerde man
- 1985 - Uit de school geklapt
- 1988 - Kunst met peren
- 1990 - De zingende zwanehals
- 1993 - De kinderverslinder (liedteksten)
- 2000 - Achter de duinen (liedteksten, met cd)
- 2001 - Leve het nijlpaard! (De Harmonie)
- 2008 - Ballade van de dood , met illustraties van Piet Grobler (Lemniscaat; Zilveren Griffel 2009)
- 2017 - Roltrap naar de maan (Rubinstein; met illustraties van Annette Fienieg. Prentenboek met alle kinderliedjes van Klein Orkest. Met cd. ISBN 978-90-476-2403-5)

## Vertaald werk
- 2016 - Kak! zei de ezel. 101 nonsensversjes van Humptie Dumptie tot Orkie Porkie in Nederlands en Engels. Met illustraties van Annette Fiening (Rubinstein) ISBN 978-90-476-2141-6

## Theater
- 1990 - De Tuinman en de Dood, eenakter voor Theatergroep Hollandia
- 1993 - De man in de wolken, kindertheater
- 1995 - Kuik en Vark en de verdronken maan, kindertheater
- 1995 - Kuik en Vark en de Monkelglop, kindertheater
- 1999 - Koning Kat, mini-musical
- 2005 - Een vrouw, een bootje, een kind, muziektheater
- 2010 - Het regent zonlicht (Lemniscaat)
- 2011 - De man in de wolken (Lemniscaat)

### MetHarrie Jekkers
- 1988 - 2 x 3 kwartier, cabaret
- 1990 - Het gelijk van de koffietent, cabaret
- 1992 - Met een goudvis naar zee, cabaret
- 1995 - Het geheim van de Lachende Piccolo, cabaret
- 1999 - Piggelmee, kindermusical
- 1999 - Jekkers & Koos : Het verhaal achter de liedjes, theatervoorstelling van Jekkers en Meinderts
- 2004 - De club van lelijke kinderen, kindermusical
- 2007 - De snoepwinkel van Zevensloten, kindermusical
- 2007 - De club van lelijke kinderen festival-tourproductie, kindermusical
- 2007 - De winterkoningin, kindermusical

## Bestseller 60
| Boeken met noteringen in de Nederlandse Bestseller 60 | Jaar van verschijnen | Datum van binnenkomst | Hoogste positie | Aantal weken | Opmerkingen                                                                              |
| ----------------------------------------------------- | -------------------- | --------------------- | --------------- | ------------ | ---------------------------------------------------------------------------------------- |
| Dag poes!                                             | 2017                 | 02-10-2017            | 17              | 6            | in samenwerking met Mies van Hout, Bette Westera, Hans en Monique Hagen en Sjoerd Kuyper |
| Naar het noorden                                      | 2016                 | 11-10-2017            | 18              | 2            |                                                                                          |
| De schelmenstreken van Reinaert de Vos                | 2018                 | 05-12-2018            | 30              | 3            |                                                                                          |
| Bij ons in de straat                                  | 2012                 | 11-10-2023            | 40              | 1            |                                                                                          |